# Redu

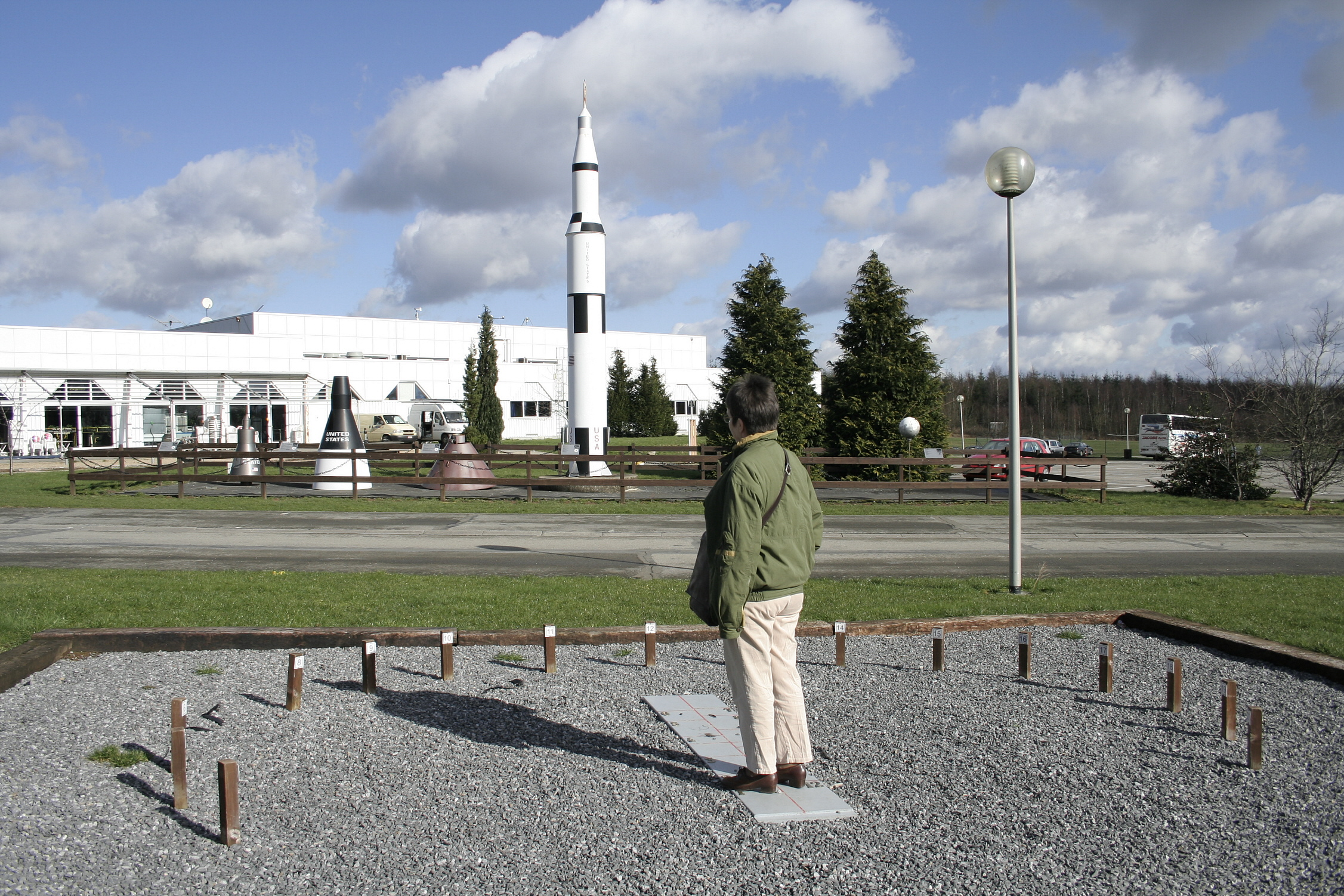
L'Euro Space Center.

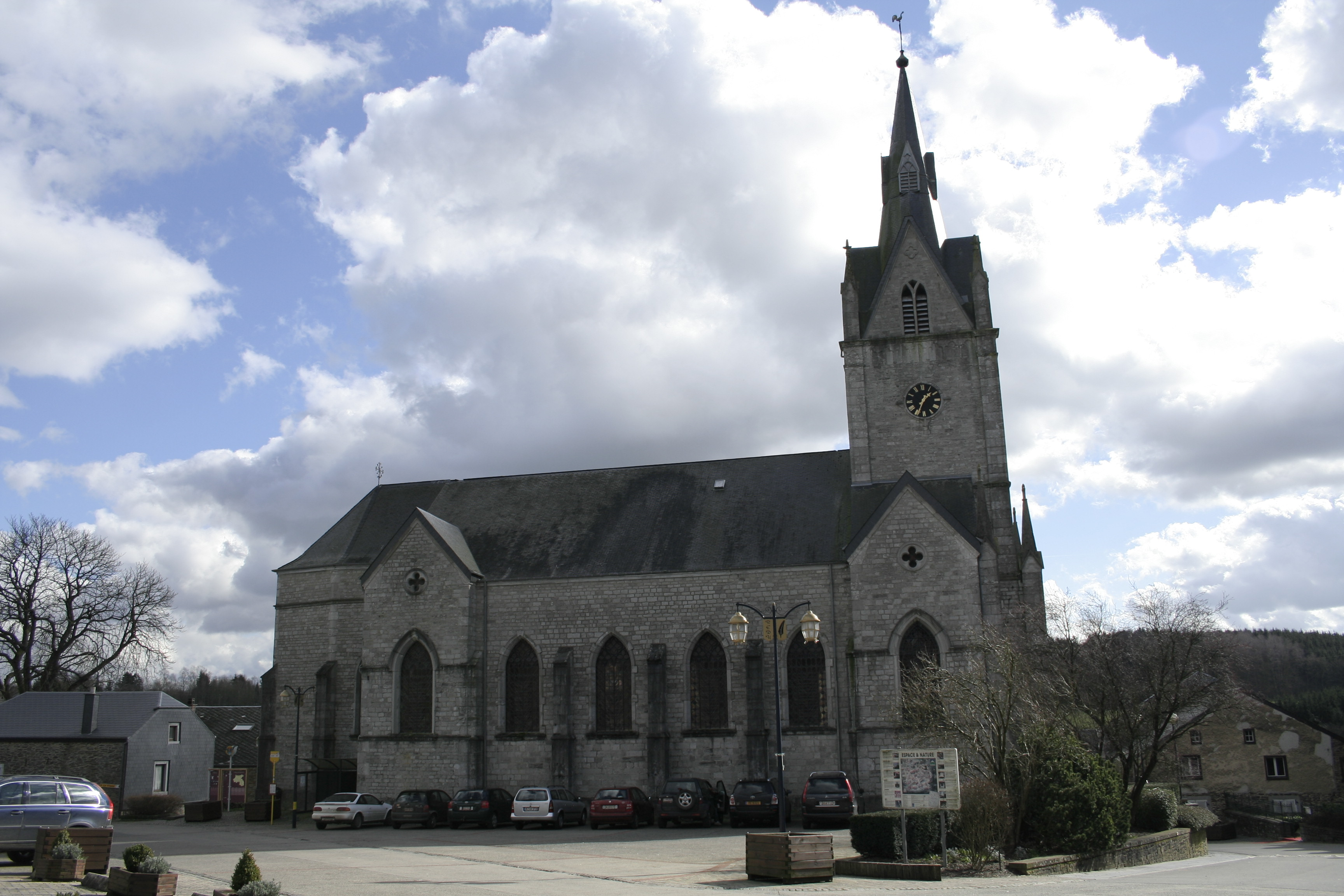
L'església Saint-Hubert (1850-1851).

Redu és una vila de la municipalitat de Libin, a la Província de Luxemburg, regió de Valònia, a Bèlgica. Té una població de 420 habitants.
La vila està agermanada amb Hay-on-Wye a (Gal·les) i va ser una de les primeres viles del llibre europea.(1984) La Setmana Santa de l'any 1984, per primera vegada, els llibres van agafar els carrers d'aquest petit poble. Va tenir un èxit sorprenent: fins a 15.000 visitants van participar en el primer gran mercat de llibres rars o de segona mà, mai celebrat a les Ardenes belgues. El 2012, recorrent els carrers de Redu, hi havia fins a vint-i-quatre "bouquinistes" (llibreters). Els lectors tenen a la seva disposició més de dos quilòmetres de prestatgeries. Cada primer dissabte d'agost se celebra allà la Nit del Llibre. Una nit que reuneix desenes d'expositors distribuïts al centre del poble i que es tanca amb un tradicional castell de focs. Durant el cap de setmana de Pasqua acull el Festival del Llibre. Els llibreters munten les seves parades al carrer, acompanyats d'artistes, músics, etc.
L'ESTRACK Estació de Redu de l'Agència Espacial Europea està ubicada a 1 km de distància.
Hi ha un parc temàtic a la vila propera de Transinne, un dels pocs destinats a l'espai i l'astronàutica, el Euro Space Center.